# Karla Solano
Karla Solano (San José, 3 de mayo de 1971) es una artista plástica y fotógrafa costarricense. En el año 2010, ganó el Premio Nacional de Artes Visuales Aquileo J. Echeverría. Su obra es parte de la colección de los Museos del Banco Central, Museo de Arte y Diseño.

## Trayectoria
Cursó unos años en el Conservatorio de Castella, donde descubrió su interés por el ambiente cultural.
Completó estudios de diseño gráfico en la Universidad Véritas y se matriculó en la Universidad de Costa Rica, aunque sólo llevó cursos de fotografía como oyente, pues no tenía interés en el resto de la carrera de diseño. 
Solano trabaja la fotografía como soporte para obras de arte plástico más amplio, donde se recurre a un montaje y a objetos para representar sensaciones que la fotografía por sí sola no permite.
En un viaje a Europa en 1991, visitó los principales museos de cada nación y encontró que la fotografía tenía una posición relevante dentro de las artes.[cita requerida]
En este espacio de la fotografía utilizada en conjunto con otras artes plásticas, Karla encontró un concepto que trabajar.
Su primera exposición fue en el Instituto Goethe en 1995. La muestra estaba compuesta por fotografías en blanco y negro, junto con radiografías y montajes con objetos, en una propuesta más integral. Desde esta primera exposición expuso el autorretrato como temática presente en toda su obra.[cita requerida]
En 1996 participó con la obra Espejo Interior en “Mesótica”, un proyecto de arte centroamericano que visitó Europa y Suramérica. La pieza llegó a ser una de las más importantes de su carrera y estuvo compuesta por tres láminas transparentes, una en que se retrataban arterias, otra en que se retrataban huesos y un autorretrato en desnudo en tamaño natural.
La obra innovó no solo por el rompimiento temático y estético, sino por ser una impresión digital a gran escala de una película análoga, técnica inédita en el país.
En 1998 sus obras participaron en una exposición en Holanda, junto a artistas de Benín y Bután. En esos años su obra derivó a los marcos del cuerpo y en 2000 empezó a experimentar con la fotografía digital.
En años recientes ha realizado trabajos de intervención arquitectónica de espacios públicos en que el espectador es parte de la obra. En estas obras, incorporó fotografías al escenario diario de la ciudad para ofrecer una experiencia diferente al visitante.
Entre sus presentaciones internacionales más importantes destacan la Bienal de Shanghái en 2004, la Bienal de La Habana en el 2006 y encuentros de arte corporal en Venezuela, así como intervenciones arquitectónicas en Suramérica durante el 2007.